# Мертендорф (Саксония-Анхальт)
Мертендорф (нем. Mertendorf) — община в Германии, в земле Саксония-Анхальт.
Входит в состав района Бургенланд. Подчиняется управлению Ветауталь. Население составляет 1778 человек (на 31 декабря 2010 года). Занимает площадь 6,98 км².
Коммуна подразделяется на 2 сельских округа.